# Fédération française de cardiologie
Pour les articles homonymes, voir FFC.
La Fédération française de cardiologie (FFC) est une association reconnue d'utilité publique qui s’efforce de réduire le nombre de décès et d’accidents d’origine cardiovasculaire. Créée en 1964, la FFC regroupe 27 associations de cardiologie régionales et 259 clubs « Cœur et Santé » représentant plus de 2 000 bénévoles. Les actions de la FFC s’articulent autour de quatre missions principales : l'information des publics, le soutien à la recherche, l'accompagnement des personnes et la sensibilisation aux gestes qui sauvent.

## Fonctionnement
La FFC est une association loi de 1901 reconnue d'utilité publique depuis 1977 et indépendante du ministère de la Santé, dirigée et animée par des cardiologues bénévoles engagés au quotidien dans la lutte contre les maladies du cœur. La direction est assurée par un conseil d'administration, élu par l’assemblée générale, et composé de représentants des différentes associations de cardiologie régionales membres, avec à sa tête un président élu pour un mandat de 4 ans non renouvelable. Basée à Paris, la délégation nationale assure le fonctionnement de la FFC.
La FFC ne reçoit aucune subvention de l’État et/ou de collectivités locales. Son financement est quasiment exclusivement sur la générosité du public (dons, legs et assurances-vie).

## Missions
La Fédération française de cardiologie agit pour la réduction du nombre de décès et d'accidents d'origine cardio-vasculaire. Les actions de la FFC s’articulent autour de quatre missions principales : la prévention par l’information, la recherche en cardiologie clinique, la réadaptation des cardiaques et l’information sur les gestes qui sauvent.

## Actions et campagnes

### Les Parcours du Cœur
Les Parcours du Cœur ont pour objectif principal de promouvoir l'activité physique comme moyen efficace de prévention des maladies cardiovasculaires.

### «Jamais la première cigarette»
« Jamais la première cigarette » est une campagne nationale de prévention du tabagisme des jeunes, qui invite chaque année les 9-15 ans à nouer ou à renouer le dialogue autour du tabac.

### La Semaine du Cœur
La Semaine du Cœur rassemble de très nombreux événements dans toute la France pour sensibiliser le public sur les maladies cardio-vasculaires (conférences, journées portes ouvertes,…).

### «Le pire est de ne rien faire!»
En France, 40 000 à 50 000 personnes meurent prématurément chaque année d’un arrêt cardiaque. Il peut toucher n’importe qui, à n’importe quel moment et n’importe où ! Au domicile, dans la rue, au travail… 7 fois sur 10, il survient devant des témoins mais environ 40 % d’entre eux sont dans l’incapacité de pratiquer les gestes de premiers secours. Les premières minutes sont vitales pour les victimes car chaque minute gagnée c’est 10 % de chances de survie en plus !

### «Peut importe la manière, l'essentiel c'est de le faire.»
Parce qu’il faut prendre soin de son cœur au quotidien, la Fédération Française de Cardiologie (FFC) sensibilise le grand public sur les facteurs de risque cardiovasculaires tout au long de l’année à travers sa campagne annuelle. La première étape pour réduire ses facteurs de risque est de connaître son état afin d’agir en conséquence. Si ce n’est pas encore fait, la FFC vous invite à nouveau à vous tester en ligne !